# Sphaerosyllis palpopapillata
Sphaerosyllis palpopapillata är en ringmaskart som beskrevs av Hartmann-Schröder och Rosenfeldt 1992. Sphaerosyllis palpopapillata ingår i släktet Sphaerosyllis och familjen Syllidae. Inga underarter finns listade i Catalogue of Life.